# Исландская женская хоккейная лига 2010/2011
В 2010—2011 годах прошел 12-й сезон Исландской женской хоккейной лиги.

## Регулярный сезон
|    | Клуб                | И  | В  | ВО | ПО | П | Голы  | Очки |
| -- | ------------------- | -- | -- | -- | -- | - | ----- | ---- |
| 1. | Валькириюр Акюрейри | 12 | 10 | 0  | 0  | 2 | 72:24 | 30   |
| 2. | Бьёрнин Рейкьявик   | 12 | 7  | 1  | 0  | 4 | 70:30 | 23   |
| 3. | Иньюр               | 12 | 3  | 0  | 1  | 8 | 41:61 | 10   |
| 4. | Рейкьявик           | 12 | 3  | 0  | 0  | 9 | 27:95 | 9    |

И = Игры, В = Выигрыш, П = Поражение, ВО = Выигрыш в овертайме, ПО = Поражение в овертайме

## Финал
Матчи прошли 12, 13 и 14 марта 2011:
- Валькириюр - Бьёрнин 3:0 (3:0, 3:2, 4:1)

## Статистика и рекорды
- Было сыграно 26 матчей, в которых забито 218 голов (8,38 за игру)[1].
- Крупнейшая победа: (12.10.2010) «Бьёрнин» - «Рейкьявик» 15-0
- Самый результативный матч: (12.10.2010) «Бьёрнин» - «Рейкьявик» 15-0; (14.12.2010) «Рейкьявик» - «Бьёрнин» 8-7
- Самые нерезультативные матчи: 3 матча, в которых забито по 3 гола
- Лучший игрок (гол+пас): Ханна Хеймисдоттир (Hanna Heimisdottir, «Бьёрнин») — 33 очка (26 голов и 7 пасов)